# Кубок Уельсу з футболу 2023—2024
Кубок Уельсу з футболу 2023–2024 — 136-й розіграш кубкового футбольного турніру в Уельсі. Титул здобув Коннас-Кі Номадс.

## Календар
| Раунд                        | Дата                 | Матчі | Клуби     |
| ---------------------------- | -------------------- | ----- | --------- |
| Перший кваліфікаційний раунд | 28–29 липня 2023     | 93    | 249 → 156 |
| Другий кваліфікаційний раунд | 18–26 серпня 2023    | 56    | 156 → 100 |
| Перший раунд                 | 15–16 вересня 2023   | 36    | 100 → 64  |
| 1/32 фіналу                  | 13–28 жовтня 2023    | 32    | 64 → 32   |
| 1/16 фіналу                  | 10–11 листопада 2023 | 16    | 32 → 16   |
| 1/8 фіналу                   | 8–16 грудня 2023     | 8     | 16 → 8    |
| 1/4 фіналу                   | 16–17 лютого 2024    | 4     | 8 → 4     |
| 1/2 фіналу                   | 23–30 березня 2024   | 2     | 4 → 2     |
| Фінал                        | 28 квітня 2024       | 1     | 2 → 1     |

## 1/16 фіналу
| Команда 1                       | Рахунок      | Команда 2                  |
| ------------------------------- | ------------ | -------------------------- |
| 10 листопада 2023               |              |                            |
| Коннас-Кі Номадс                | 8:0          | Престатін Таун (2)         |
| Лланеллі Таун (2)               | 3:3 пен. 4:3 | Пенібонт                   |
| 11 листопада 2023               |              |                            |
| Флінт Мунтайн (3)               | 2:1          | Кантон Ліберал (3)         |
| Нью-Сейнтс                      | 7:0          | Третомас Блубердс (3)      |
| Портмадог (2)                   | 5:1          | Кардіфф Аерпорт (3)        |
| Баррі Таун                      | 1:0          | Гілсфілд (2)               |
| Кардіфф Метрополітен Юніверсіті | 2:1          | Молд Александра (2)        |
| Гейверфордвест Каунті           | 2:0          | Амманфорд (2)              |
| Каерау (Елай) (2)               | 3:3 пен. 4:3 | Гресфорд Атлетік (2))      |
| Ейрбас (2)                      | 1:2          | Британ Феррі Ллансавел (2) |
| Ньютаун                         | 1:2          | Колвін-Бей                 |
| Бангор 1876 (2)                 | 1:1 пен. 7:8 | Флінт Таун Юнайтед (2)     |
| Аберіствіт Таун                 | 0:1          | Бала Таун                  |
| Саут Говер (3)                  | 2:2 пен. 5:4 | Чепстоу Таун (3)           |
| Лланувчлін (3)                  | 1:2          | Баклі Таун (2)             |
| Кармартен Таун (2)              | 4:2          | Абертіллері Блюбердс       |

## 1/8 фіналу
| Команда 1                  | Рахунок      | Команда 2                       |
| -------------------------- | ------------ | ------------------------------- |
| 8 грудня 2023              |              |                                 |
| Британ Феррі Ллансавел (2) | 1:0          | Лланеллі Таун (2)               |
| 9 грудня 2023              |              |                                 |
| Флінт Мунтайн (3)          | 2:1          | Саут Говер (3)                  |
| Портмадог (2)              | 0:2          | Баклі Таун (2)                  |
| Гейверфордвест Каунті      | 1:1 пен. 2:4 | Кардіфф Метрополітен Юніверсіті |
| Флінт Таун Юнайтед (2)     | 0:3          | Коннас-Кі Номадс                |
| Каерау (Елай) (2)          | 1:4          | Бала Таун                       |
| Кармартен Таун (2)         | 0:3          | Нью-Сейнтс                      |
| 16 грудня 2023             |              |                                 |
| Колвін-Бей                 | 2:0          | Баррі Таун                      |

## 1/4 фіналу
| Команда 1                       | Рахунок | Команда 2         |
| ------------------------------- | ------- | ----------------- |
| 16 лютого 2024                  |         |                   |
| Британ Феррі Ллансавел (2)      | 1:5     | Нью-Сейнтс        |
| 17 лютого 2024                  |         |                   |
| Бала Таун                       | 3:0     | Флінт Мунтайн (3) |
| Баклі Таун (2)                  | 1:4     | Коннас-Кі Номадс  |
| Кардіфф Метрополітен Юніверсіті | 3:2     | Колвін-Бей        |

## 1/2 фіналу
| Команда 1                       | Рахунок | Команда 2  |
| ------------------------------- | ------- | ---------- |
| 23 березня 2024                 |         |            |
| Коннас-Кі Номадс                | 1:0     | Бала Таун  |
| 30 березня 2024                 |         |            |
| Кардіфф Метрополітен Юніверсіті | 2:6     | Нью-Сейнтс |

## Фінал
| Команда 1        | Рахунок | Команда 2  |
| ---------------- | ------- | ---------- |
| 28 квітня 2024   |         |            |
| Коннас-Кі Номадс | 2:1     | Нью-Сейнтс |